# Обнаружение сигнала

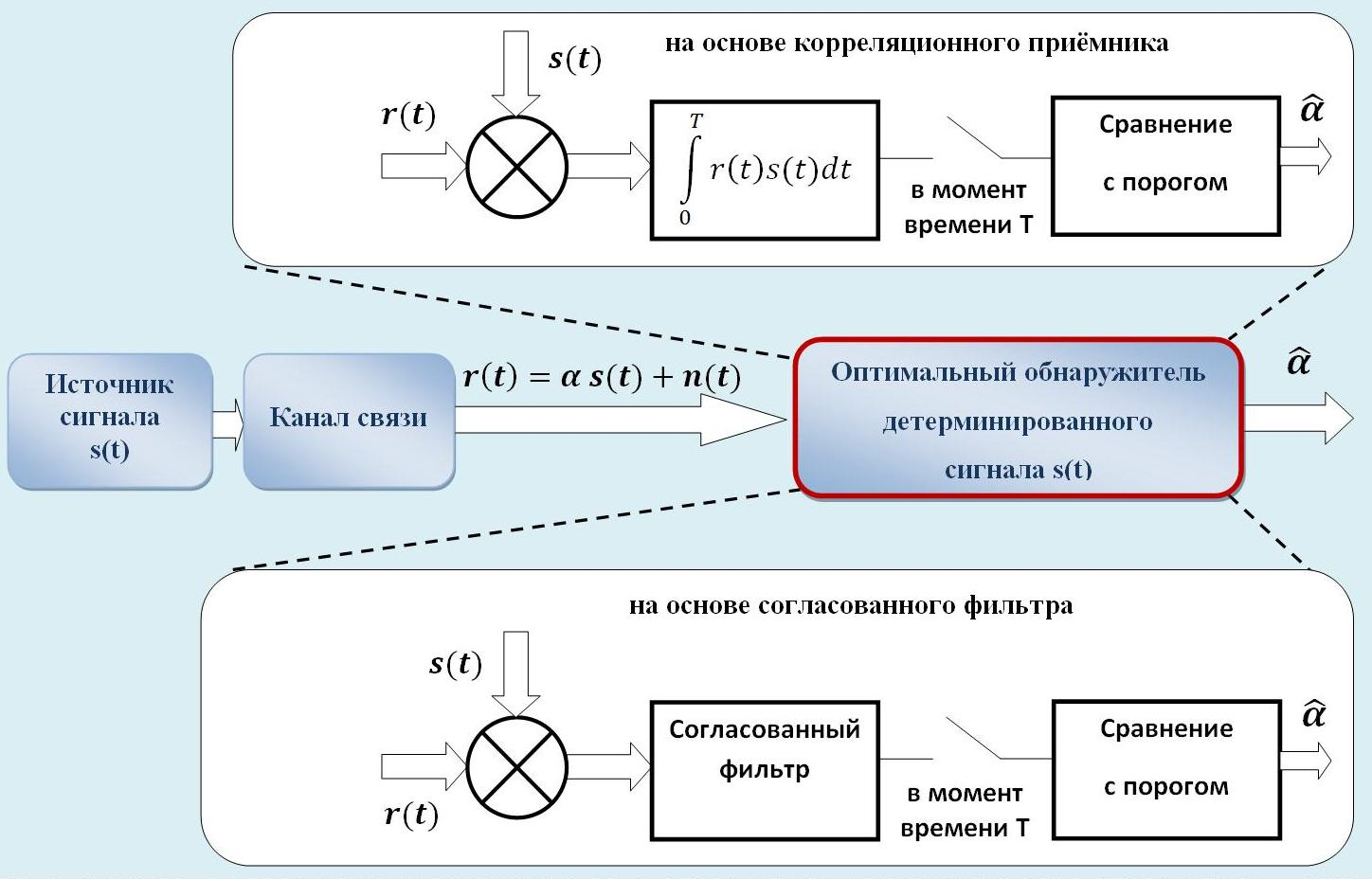

Обнаружение сигнала — статистический выбор между двумя гипотезами: наличие или отсутствие сигнала в шуме. Задача оптимального приёма сигналов.

## Математическая модель
Допустим, что в принятом сигнале {\displaystyle r(t)} может присутствовать или отсутствовать сигнал {\displaystyle s(t,\lambda )}, то есть принимаемый сигнал {\displaystyle r(t)} равен  {\displaystyle r(t)=\alpha s(t,\lambda )+n(t)},
где случайная величина {\displaystyle \alpha } может принимать значения 0 (сигнал отсутствует) или 1 (сигнал присутствует); {\displaystyle s(t,\lambda )} — наблюдаемый на интервале наблюдения [{\displaystyle 0,T}] детерминированный сигнал. При решении задачи обнаружении сигнала необходимо определить наличие сигнала {\displaystyle s(t,\lambda )} в {\displaystyle r(t)}, то есть оценить значение параметра {\displaystyle \alpha }. При этом возможны два варианта. Априорные данные — вероятности {\displaystyle p_{p}}{\displaystyle _{r}(t,\alpha =0)} и {\displaystyle p_{p}}{\displaystyle _{r}(t,\alpha =1)} — могут быть известны или нет.
Сформулированная задача обнаружения сигнала является частным случаем общей задачи статистической проверки гипотез  . Гипотезу об отсутствии сигнала будем обозначать {\displaystyle H_{0}}, а гипотезу о наличии сигнала — {\displaystyle H_{1}}.
Если априорные вероятности {\displaystyle P_{pr}(H_{0})} и {\displaystyle P_{pr}(H_{1})} известны, то можно использовать критерий минимума среднего риска (байесовский критерий) {\displaystyle R}:
{\displaystyle R=\sum _{i,k=0}^{1}P_{pr}(H_{i})Q_{ik}\int \limits _{X_{k}}W(x|H_{i})dx},
где {{\displaystyle Q_{ik}}} — матрица потерь, а {\displaystyle W(x|H_{i})} — функция правдоподобия выборки наблюдаемых данных, если предполагается истинность гипотезы {\displaystyle H_{i}}.
В этом случае, если априорные вероятности {\displaystyle P_{pr}(H_{0})} и {\displaystyle P_{pr}(H_{1})} неизвестны, то с пороговым значением {\displaystyle h_{0}} сравнивается отношение правдоподобия {\displaystyle l_{0}}:
{\displaystyle l_{0}={\frac {F(r|H_{1})}{F(r|H_{0})}}=exp({\frac {2}{N}}\int \limits _{0}^{T}r(t)s(t)dt-E/N)},
где E — энергия сигнала, а N — односторонняя спектральная плотность гауссовского аддитивного белого шума. Если {\displaystyle l_{0}>h_{0}}, то принимаете гипотеза о наличии сигнала, иначе о его отсутствии на интервале наблюдения [{\displaystyle 0,T}].   
Если априорные вероятности {\displaystyle P(H_{0})} и {\displaystyle P(H_{1})} известны, то решение о наличии сигнала принимается на основе сравнения отношения апостериорных вероятностей {\displaystyle l_{1}} с некоторым пороговым значением {\displaystyle h_{1}}  :
{\displaystyle l_{1}={\frac {P_{ps}(H_{1})}{P_{ps}(H_{0})}}={\frac {P_{pr}(H_{1})}{P_{pr}(H_{0})}}exp({\frac {2}{N}}\int \limits _{0}^{T}r(t)s(t)dt-E/N)}
Если {\displaystyle l_{1}>h_{1}}, то принимается гипотеза о наличии сигнала, иначе о его отсутствии на интервале наблюдения [{\displaystyle 0,T}].

## Технические средства обнаружения
Задача обнаружения часто встречается в радиолокации, гидролокации и других областях техники.